# アレクセイ・ハンスキイ

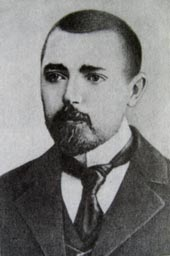
アレクセイ・ハンスキイ

アレクセイ・ハンスキイ（ロシア語:Алексей Павлович Ганский；ラテン文字表記の例:Alexej Pavlovich Hansky、またはAlexey Gansky、Aleksey Ganskiyなど、1870年 - 1908年）はロシアの天文学者。

## 概要
現在はウクライナのオデッサに生まれた。プルコヴォ天文台で太陽の観測を行った後、1896年にノバヤゼムリャ島で日食観測に参加し、その後パリに学んだ後ムードン天文台でピエール・ジャンサンのもとで働き、モンブランでの太陽観測に参加した。1901年には子午線弧長測量のためにスピッツベルゲンに派遣された。1905年にプルコヴォ天文台にもどるまで、太陽のコロナの形や大きさの周期と太陽活動の周期の関連性を見つけるなどの功績があった。1904年にフランス科学アカデミーからジャンサン・メダルを受賞した。ロシア天文学会の副会長をつとめ、プルコヴォ天文台のシメイズ観測所の建設に貢献し、初代の所長を務めた。
月のクレータと、小惑星(1118)ハンスキアに名前が命名されている。